# Laurent Robuschi
Laurent Robuschi (Nizza, 1935. október 5. –) francia válogatott labdarúgó.

## Pályafutása

### A válogatottban
1962 és 1966 között 5 alkalommal szerepelt a francia válogatottban. Részt vett az 1966-os világbajnokságon.

## Sikerei, díjai
Girondins Bordeaux
- Francia kupadöntős (1): 1963–64